# Китайська кухня
Китайська кухня (кит.: 中国菜) — поділяється на кілька основних груп, кожна з яких має свої особливості: сичуанську, шаньдунську, ґуандунську, шанхайську тощо. Диференціація відбулася історично за географічним принципом (наприклад, ґуандунська та шанхайська кулінарія набули слави порівняно недавно, через контакти із Заходом та швидкий економічний зріст). Відмінності цих кухонь тісно пов'язані з традиціями і культурою кожного окремого регіону.

## Регіональні кухні

### Сичуанська кухня
Сичуанська кухня славиться яскравими смаками, пряністю та гостротою страв. Це пов'язано з тим, що в сичуанській кухні використовують часник, червоний та сичуанський перець, а також перець чаотяньцзяо. Можливо тому, що ця провінція знаходитися у Сичуанській западині, де часті дощі й тумани, а клімат досить вологий. Вважається, що гостра їжа допомагає протистояти вологості. Не дарма китайці говорять: "Продукти в Китаї, аромати- в Сичуані". Набір продуктів, з яких готують сичуанські кухарі, не дуже багатий, проте з них готується велика кількість страв. Сичуанська кухня налічує більше 20 способів приготування страв, а найголовнішим умінням вважається зміна первинного смаку продукту.  Кажуть, що харчуючись тричі на день 365 днів на рік, можна не зустріти страви, що повторюється.

Страви сичуанської кухни
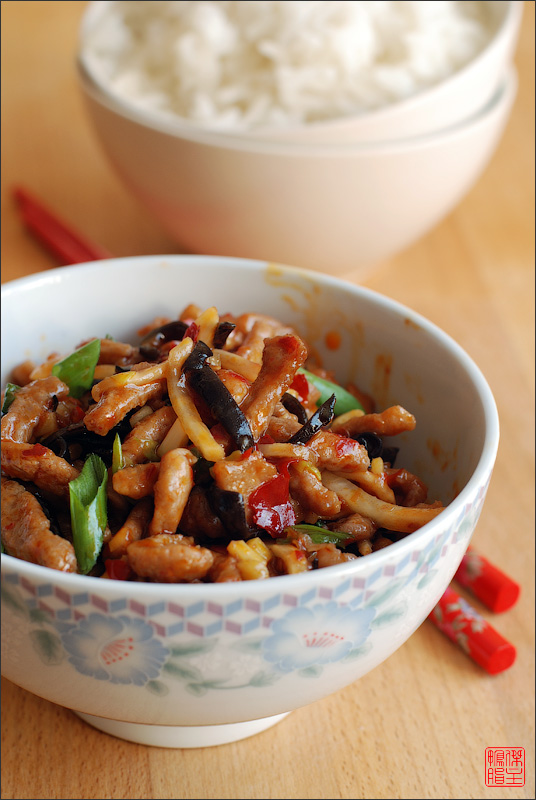
Мапо-доуфу
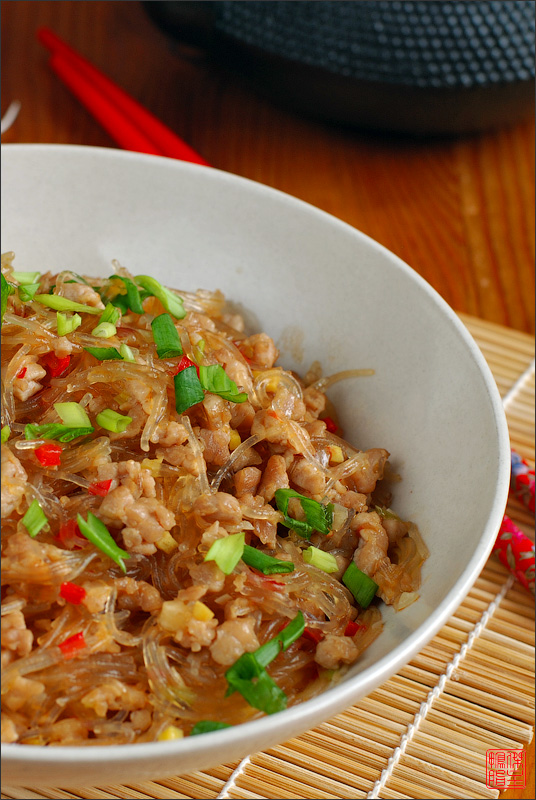
Мурахи лізуть на дерево
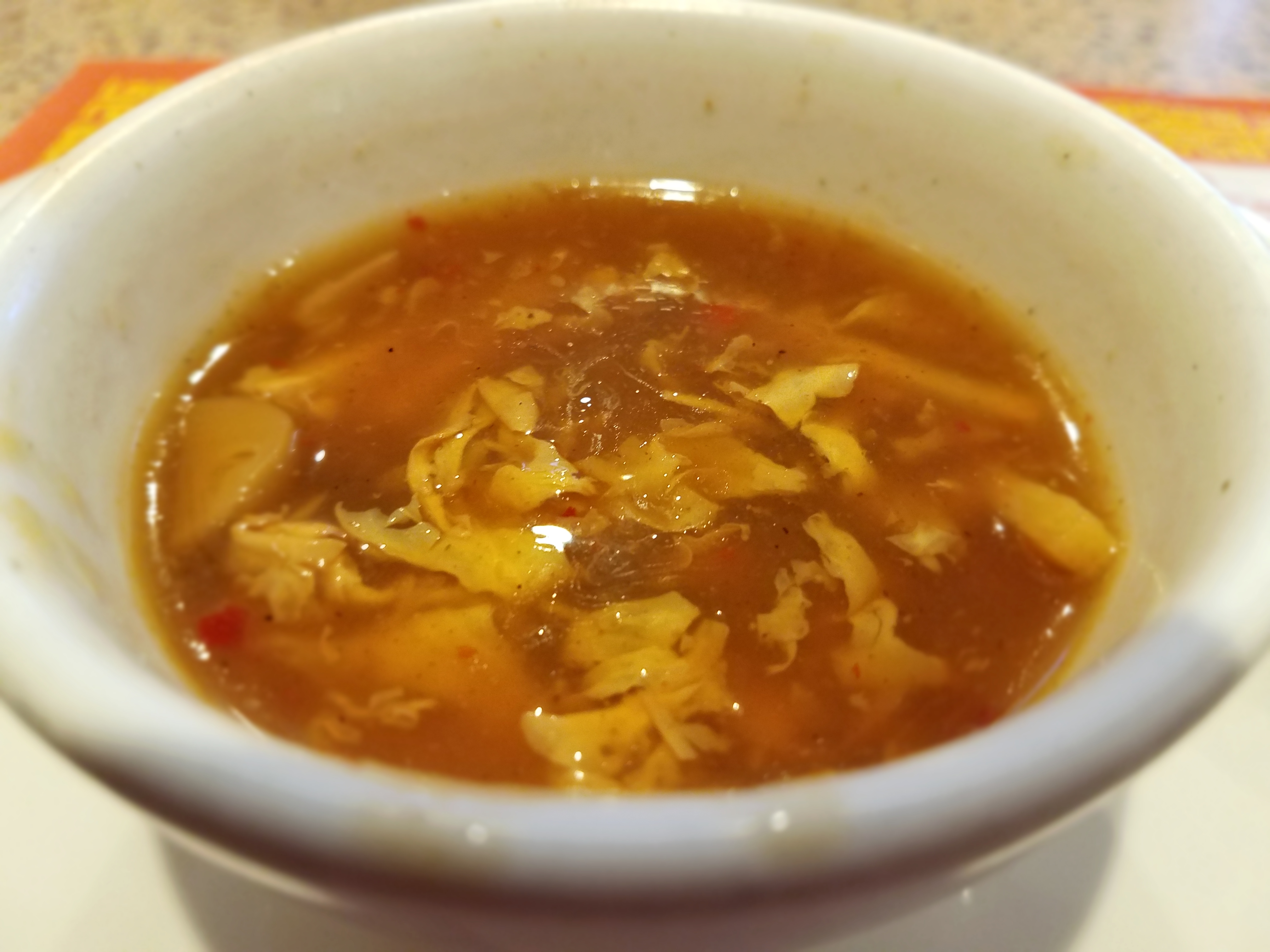
Кисло-гострий суп

### Ґуандунська кухня
Ґуандунська (кантонська) кухня — здебільшого складається з пісних, солодкуватих та ніжних за смаком страв. Найпопулярнішими компонентами в приготуванні страв вважають цукор, соєві продукти, кукурудзяний крохмаль, часник та кунжутну олію, а до переліку найбільш вживаних спецій входить імбир, суміш перців, аніс. У цій кухні найвідоміша страва — суп. Мешканці регіону надзвичайно полюбляють супи, але зазвичай для приготування справжнього супу потрібно 4-5 годин. Близькість до моря сприяє тому, що в ґуандунському меню багато страв з морських продуктів. Страви кантонської кухні готують з будь-яких видів м'яса, проте справжнім делікатесом вважають м'ясо змій. Головне завдання кухаря в кантонській кухні—максимальне збереження природного смаку головних інгредієнтів. Також важливо підкреслити три найголовніші характеристики, якими має бути наділена страва: колір, аромат та смак. Поза як з давніх-давен Ґуандун слугував «вікном Китаю у світ», саме тому ґуандунці познайомилися з кухнями зарубіжних країн і дещо перейняли для себе.
|         |  |  |
| Дімсами |  |  |

### Шанхайська кухня
У шанхайській кухні переважають солодкі страви. Цій кухні характерні тонкість обробки продуктів, смак страв, які здатні задовольнити найвибагливішого гурмана, скрупульозний добір барв та вишукане зовнішнє оформлення.
Необхідно сказати, що страви ґуандунської і шанхайської кухонь досить витончені, адже вони, так само, як і сичуанська — південні. А мешканці півдня люблять витончене життя. Можливо тому і страви там готують невеличкі та подають їх на маленьких тарілочках. А ще там вживають багато соковитих і свіжих овочів. Жителі півдня також вживають у великій кількості різні морські продукти, зокрема, страви з риби, креветок, омарів.

### Шаньдунська кухня
Шаньдунська кухня — кухня північного Китаю. Від усіх інших вона відрізняється солоними і жирними стравами. Широко відома «Пекінська качка» «родом» саме з шаньдунської кухні. Страви тут вживають в чималих порціях з великих чашок, або користуються глибокими тарілками. А все тому, що на півночі Китаю дуже холодно і людям, аби не мерзнути, потрібно більше їсти, особливо м'яса та страв, багатих на білок. Способів приготування страв шаньдунської кухні налічують близько 30-ти.
Страви шандунської кухні повинні бути гарними на вигляд, а на колір — обов'язково яскравими. Їдять дерев'яними або бамбуковими паличками. Щодо ложки, то вони обов'язково мають бути порцеляновими. А ще — такого ж кольору, як тарілки і чашки, з якими вона подається.

### Маньчжурська кухня
Маньчжурська кухня є кухнею історичного регіону Маньчжурія, який наразі охоплює в основному Північно-Східний Китай. Використовує такі продукти, як пшоно, просо, соєві боби, горох, кукурудзу та сорго. Сильно залежить від консервованих продуктів (квашених, маринованих) через суворі зими та спекотне літо на північному сході Китаю. Маньчжурська кухня також відома смаженням на грилі, вживанням м'яса диких тварин, сильними ароматизаторами, приправами, та широким використанням соєвого соусу. У маньчжурській кухні більше пшениці, ніж в ханській кухні. 

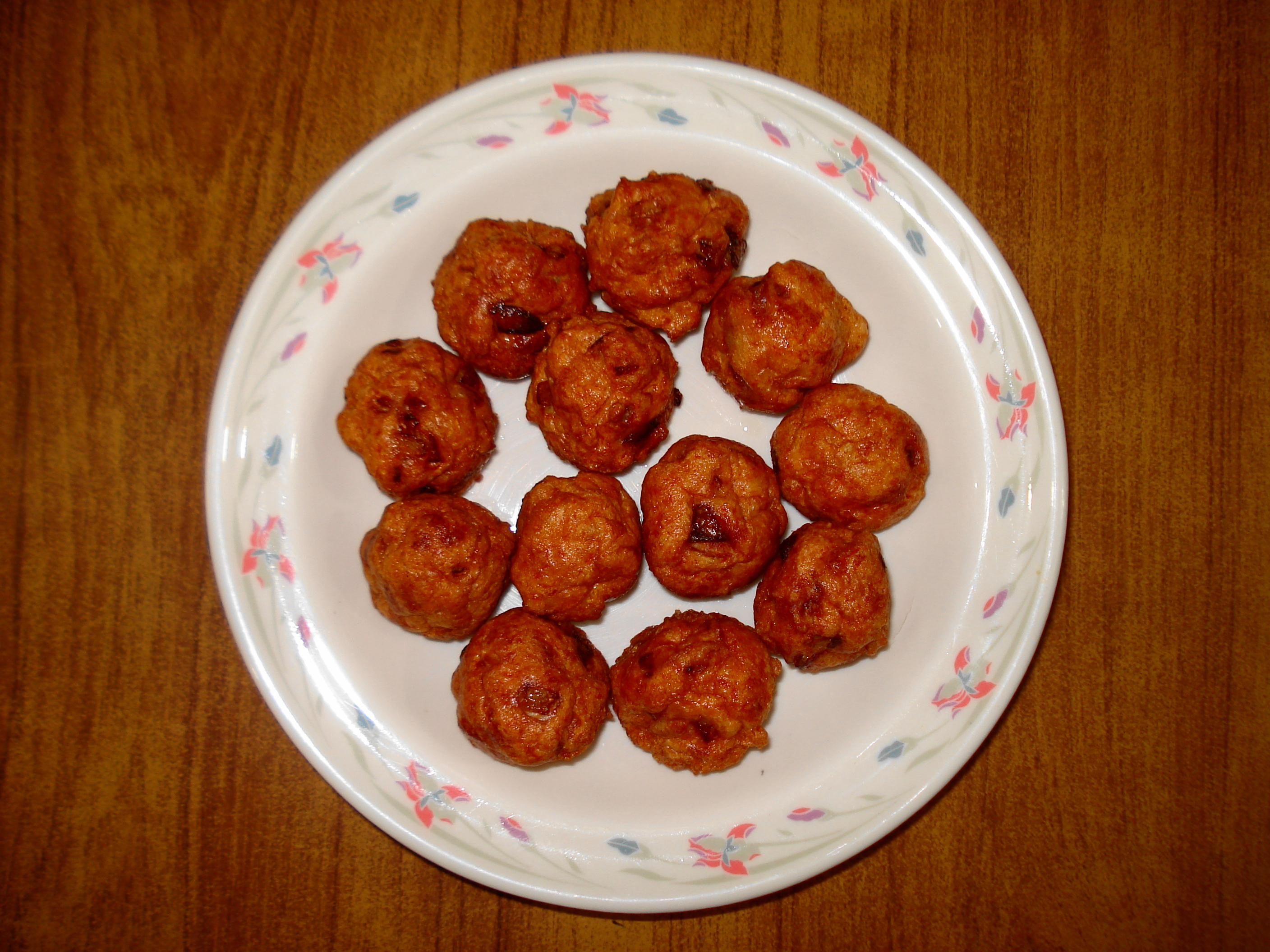
Маньчжурські курячі кульки

## Традиції та сучасність
Найцікавіші страви, звичайно, готують на святковий стіл. Особливо під час свята весни за місячним календарем, яке вважається Новим роком. На святковий стіл необхідно подавати парну кількість страв — 6, 8, 10… При цьому необхідно зважати на те, що шість страв — ознака благополуччя, а 8 — багатства.
Існує звичай до Нового року готувати стільки пиріжків, пампушок, різноманітних смажених страв, щоб їх вистачало на місяць. Це — пампушки на пару, пампушки з фініками, овочеві пиріжки і пиріжки з цукром, смажена солодка картопля. Готують також пиріжки з м'ясом, тому, що м'ясо і риба під час свята обов'язково мають бути на святковому столі. Вимова ієрогліфа «риба» збігається з вимовою ієрогліфа «добробут».

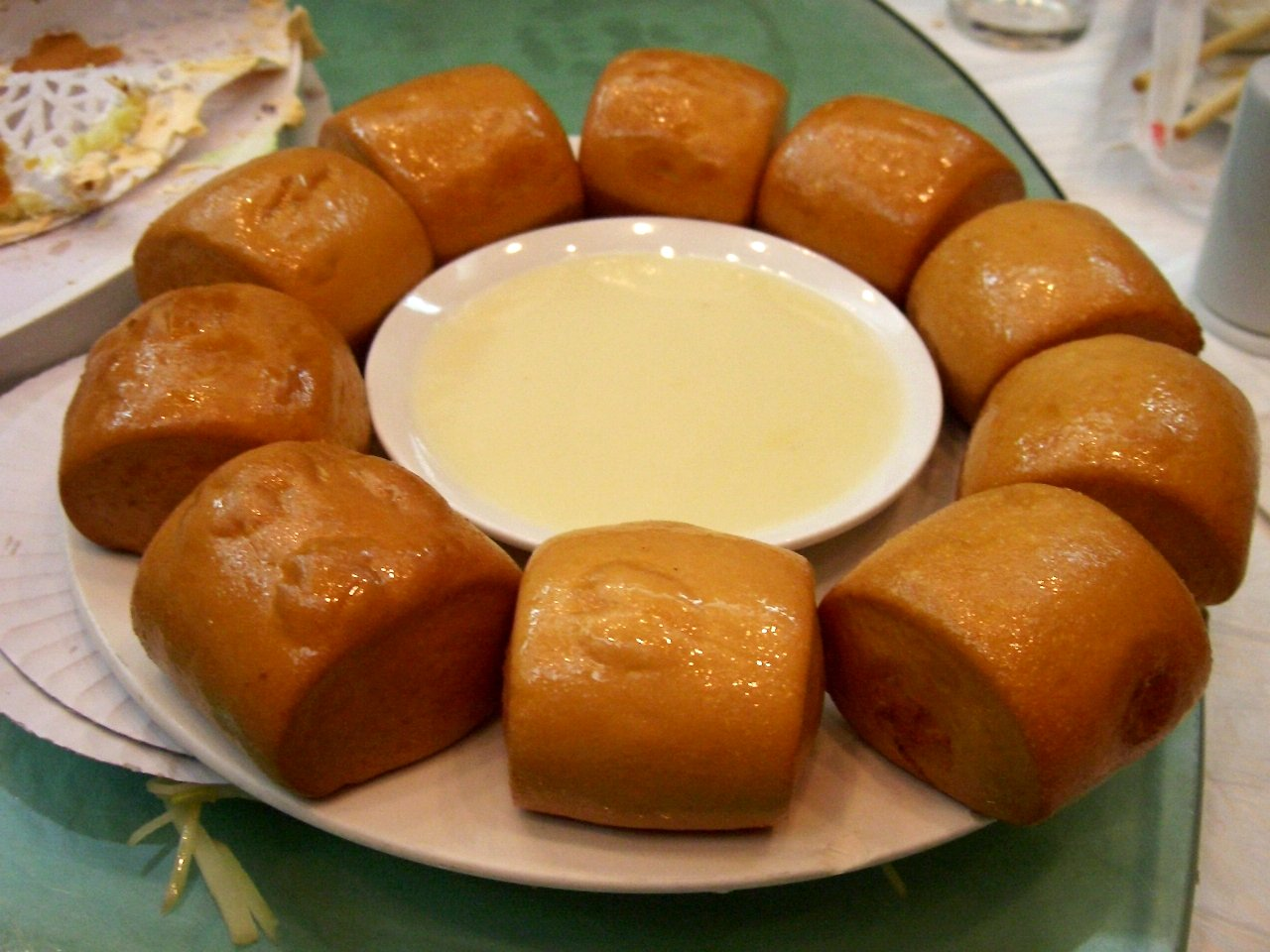
Чжа мантоу 炸馒头 (солодкі булочки в олії)

Майже в кожній родині на Новий рік господині напікають великий чан з пиріжками. Щодня готують також інші страви, але під час сніданку, обіду й вечері, обов'язково з'їдають кілька пиріжків. На півночі говорять, якщо у перший місяць Нового року у вашій родині достаток їжі, значить цілий рік сім'я буде забезпечена.
Цікавою традицією Новорічного вечору є та, що родина сідає за стіл двічі. Перший раз о 18 годині на святковий стіл подають парну кількість страв, п'ють вино. А вдруге — о 12 годині ночі — подають тільки пельмені.
Після першої вечері вся родина разом дивиться телевізор і обов'язково ліпить пельмені. Говорять, якщо всі члени родини разом готують пельмені, це принесе щастя і вся сім'я буде разом протягом усього року. Начинка пельменів буває різною: з капустою, креветками, м'ясом, китайськими овочами чоу цай. Крім того, у начинку ховають монетки, цукор тощо. Той, кому потрапить такий пельмень «з сюрпризом», матиме багато щастя.
Пельмені ставлять варити не раніше 23:30. А рівно о 12 годині усі збираються за круглим столом. Майже кожна родина має красивий набір посуду. Він використовується для гостей або для урочистого свята. На Новий рік за місячним календарем родина обов'язково купує новий посуд.

## Етикет
Звичайно сідають за круглий стіл. У кожного в родині є постійне місце. Старші люди займають за столом головні місця. Кожна нова страва обов'язково ставиться перед старшими і вони починають їсти першими. Розповсюдженим звичаєм є пригощення старшими молодших (а також господарями — гостей), коли найкращі шматки страв покладаються до мисок останнім.
У ресторані обличчям до двері сідає персона, яка очолює зібрання — старша за віком або за посадою.
Покладання недоїдків та кісток на стіл не вважається неввічливим. Гамір та чавкання розглядаються як ознака веселої компанії та задоволення їжею, отже мають велике поширення.